# Bob Menendez
Robert Menendez (1. ledna 1954, New York) je americký právník a politik za demokratickou stranu. V letech 2006 až 2024 byl senátorem USA za stát New Jersey. V letech 1993–2006 byl poslancem Sněmovny reprezentantů, v níž zastupoval New Jersey za třináctý kongresový okres. V září 2023 byl americkou prokuraturou obviněn z korupce a 16. července 2024 byl ve své úplatkářské kauze shledán vinným. V srpnu 2024 na svůj senátorský mandát rezignoval a v lednu 2025 byl odsouzen k trestu odnětí svobody v délce trvání 11 let.